# 布美他尼
布美他尼（INN：bumetanide）常见商品名 Bumex，是一种含氮有机化合物，分子式C17H20N2O5S，能用作水肿和高血壓药物。

## 合成

布美他尼的合成